# El Tanque (capital municipal)
El Tanque es una de las entidades de población que conforman el municipio homónimo, en la isla de Tenerife —Canarias, España—, siendo su capital administrativa.

## Geografía
Se encuentra situado a una altitud media de 490 m s. n. m.
En el casco urbano, dividido en El Tanque Alto y El Tanque Bajo, se encuentran las principales infraestructuras del término municipal. Así, aquí se ubican el ayuntamiento, la comisaría de la policía local, el cementerio de San José, una oficina de Extensión Agraria y Desarrollo Rural del Cabildo de Tenerife y el Centro de Iniciativas Turísticas de El Tanque. También cuenta con varios centros educativos como el instituto de enseñanza secundaria de El Tanque, el centro de educación infantil y primaria Miguel de Cervantes y el centro infantil municipal Los Pitufos, las iglesias de san Antonio de Padua y del Santísimo Cristo del Calvario, varias bibliotecas públicas, un consultorio médico, un obitorio municipal, una ludoteca pública, una casa de la juventud, una oficina de Correos, varias instalaciones deportivas ―polideportivo, cancha de bolas, pabellón municipal y el campo municipal de fútbol Pedro Francisco Rodríguez―, así como plazas públicas, parques infantiles, comercios, bares, restaurantes, gasolinera, farmacia y oficinas bancarias, entre otros.
Una parte de la superficie de la localidad se encuentra incluida en los espacios naturales protegidos de la reserva natural especial del Chinyero y del paisaje protegido de los Acantilados de La Culata.

## Demografía
| Año        | 2000 | 2005 | 2010 | 2015 | 2020 |
| ---------- | ---- | ---- | ---- | ---- | ---- |
| Habitantes | 1618 | 1818 | 1729 | 1638 | 1735 |

## Comunicaciones
Se accede al barrio principalmente por la carretera TF-82 de Icod de los Vinos a Armeñime o por la Autopista del Norte TF-5, además de por las carreteras TF-421 desde Garachico y TF-423 desde Los Silos.

### Transporte público
En autobús —guagua— queda conectado mediante las siguientes líneas de TITSA:
| Línea | Trayecto                                                                | Recorrido     |
| ----- | ----------------------------------------------------------------------- | ------------- |
| 325   | Puerto de la Cruz - Acantilados de Los Gigantes (por Icod de los Vinos) | Horario/Línea |
| 392   | Icod de los Vinos - Puerto de Erjos (por El Tanque)                     | Horario/Línea |
| 460   | Icod de los Vinos - Costa Adeje (por Guía de Isora)                     | Horario/Línea |

## Lugares de interés
- Iglesia de san Antonio de Padua, siglo xviii
- Centro de Visitantes de El Tanque, ubicado en el antiguo edificio de La Alhóndiga
- Miradores de El Lagarito, La Atalaya, Tanque Bajo, Lomo Alto y de Lomo Molino
- Casa rural Finca El Lance